# 16. leden
16. leden je 16. den roku podle gregoriánského kalendáře. Do konce roku zbývá 349 dní (350 v přestupném roce). Svátek v Česku má Ctirad.

## Události

### Česko
- 1969 – Na Václavském náměstí se na protest proti okupaci Československa vojsky Varšavské smlouvy zapálil student Jan Palach.
- 1978 – Dopravní podniky hlavního města Prahy zahájily pravidelný provoz velkokapacitních kloubových autobusů Ikarus 280, a to na lince č. 190 na Jižním Městě.
- 1996 – Astronomové hvězdárny na Kleti objevili planetku 1996 BG, která později dostala jméno Járacimrman.
- 2003 – Parlament České republiky vyslovil souhlas s účastí českých ozbrojených sil při válečném tažení v Iráku po boku armády USA.
- 2016 – Byl odhalen pomník Jana Palacha na Alšově nábřeží v Praze. Autorem plastiky je sochař John Hejduk.

### Svět
- 0027 př. n. l. – Římský Senát uděluje císaři Octaviánovi titul Augustus.
- 1219 – Po bouřce vznikla v Nizozemsku velká povodeň kdy zahynulo asi 36 000 lidí.
- 1547 – 17letý velkokníže Ivan IV. byl korunován jako první car vší Rusi.
- 1556 – Císař Karel V. abdikoval, jeho syn Filip II. se stal králem Španělska.
- 2003 – Odstartoval americký raketoplán Columbia. Při jeho přistání 1. února zahynulo všech sedm členů posádky.
- 2005
  - Výkonný výbor Organizace pro osvobození Palestiny vyzval palestinské ozbrojence k zastavení všech vojenských akcí proti Izraeli, které „poškozují palestinské národní zájmy“.
  - V druhém kole chorvatských prezidentských voleb zvítězil Stjepan Mesić.
- 2012 – Vypukla občanská válka v Mali.

## Narození
Automatický abecedně řazený seznam viz Kategorie:Narození 16. ledna

### Česko

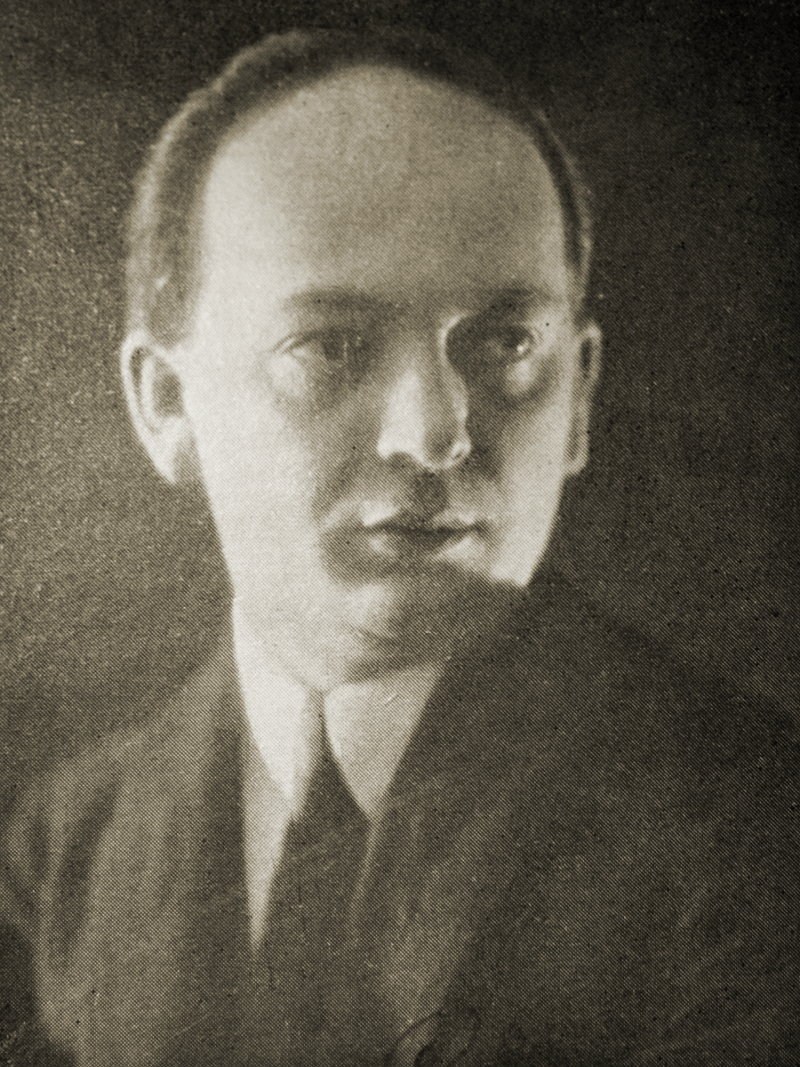
Josef Skupa (* 1892)

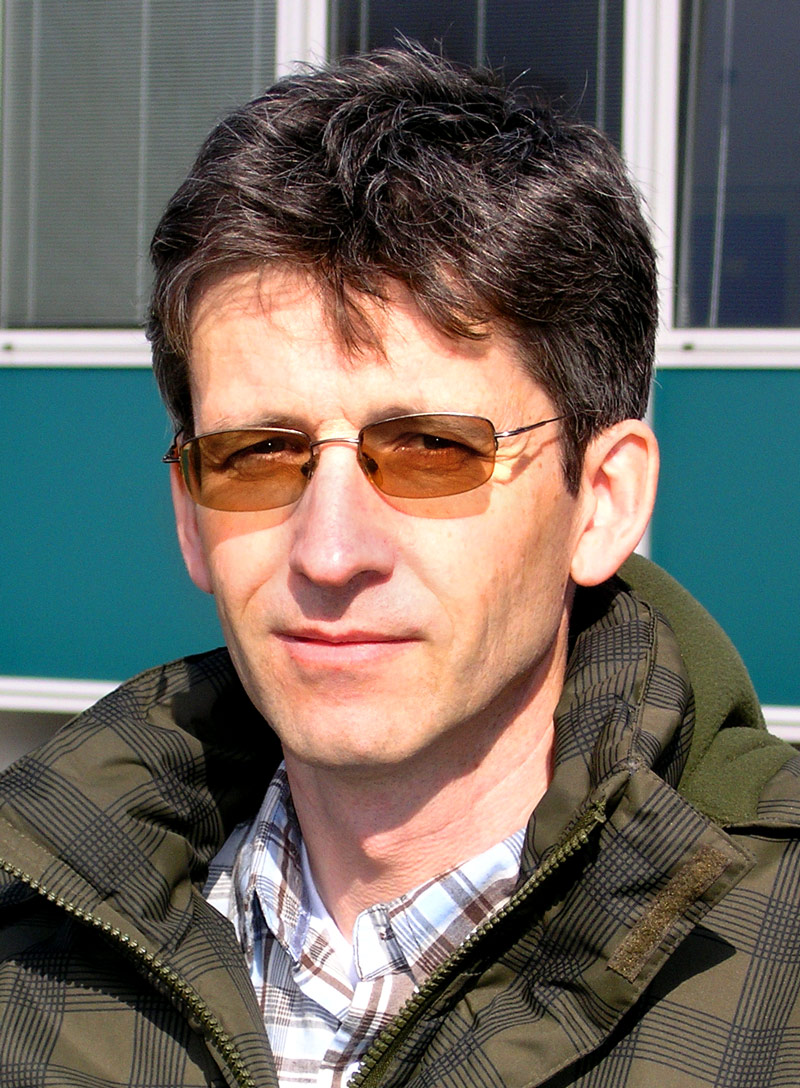
Jiří Borovička (* 1964)

- 1656 – Daniel Josef Mayer z Mayernu, kanovník u sv. Víta v Praze († 10. dubna 1733)
- 1752 – František Antonín Steinský, vědec, historik, malíř, učitel krasopisu († 8. března 1816)
- 1804 – Josef Max, česko-německý sochař († 18. června 1855)
- 1807 – Josef Neruda, varhaník († 18. února 1875)
- 1814 – František Jaromír Rubeš, právník a spisovatel († 10. srpna 1853)
- 1858 – František Táborský, básník a spisovatel († 21. června 1940)
- 1863 – Josef Strouhal, herec a režisér († 23. června 1940)
- 1868 – Cyril Metoděj Hrazdira, skladatel, dirigent a sbormistr († 3. prosince 1926)
- 1869 – Antonín Gottwald, učitel, sběratel a amatérský archeolog († 9. srpna 1941)
- 1871 – Franz Röttel, československý politik německé národnosti († 5. listopadu 1924)
- 1874
  - Václav Draxl, československý politik († 3. listopadu 1939)
  - Pavol Pavlačka, československý politik slovenské národnosti († 1. srpna 1947)
- 1878 – Karel Langer, malíř († 2. května 1947)
- 1884 – Heinrich Blum, architekt († 1942)
- 1887 – Hugo Sáňka, legionář, středoškolský profesor, překladatel a jazykovědec († 8. června 1971)
- 1889 – Pavel Eisner, překladatel a literární vědec († 8. července 1958)
- 1892 – Josef Skupa, loutkář († 8. ledna 1957)
- 1895 – Antonín Pelc, karikaturista, malíř a ilustrátor († 24. března 1967)
- 1897 – Milada Želenská, divadelní a filmová herečka († 28. září 1974)
- 1901 – Hugo Laitner, zakladatel kladenského hokeje, fotbalový záložník a tenista († 1. ledna 1993)
- 1905 – Václav Mencl, historik architektury († 27. července 1978)
- 1907 – Norbert Josef Pitrof, železniční modelář († 24. května 1995)
- 1912 – Bedřich Švestka, lékař a politik, rektor Univerzity Karlovy († 6. září 1990)
- 1913 – Emil Hradecký, muzikolog, hudební skladatel a pedagog, archivář († 18. listopadu 1974)
- 1914 – Bohumil Šmída, filmový herec a produkční († 6. března 1989)
- 1917 – František Čečetka, spisovatel († 4. srpna 1982)
- 1918 – Robert Matula, voják a příslušník výsadku Wolfram († 12. června 2012)
- 1922 – Václav Červinka, kanovník katedrální kapituly u sv. Štěpána v Litoměřicích († 15. května 2007)
- 1927
  - Oldřich Daněk, dramatik, spisovatel, režisér a scenárista († 3. září 2000)
  - Břetislav Hartl, spisovatel († 21. listopadu 2010)
- 1931 – Vladimír Škutina, humorista, publicista, spisovatel († 19. srpna 1995)
- 1936 – Josef Nálepa, umělec a sportovec medailér, kreslíř, sochař († 13. června 2012)
- 1943 – Zorka Prachtelová, horolezkyně, vytrvalostní běžkyně a jeskyňářka († 29. ledna 2011)
- 1947 – Michal Lázňovský, publicista, dramatik, dramaturg, překladatel
- 1948
  - Zdeněk Měřínský, archeolog a historik († 9. září 2016)
  - Karel Doležal, hudebník, violista († 22. září 2018)
- 1951
  - Vít Veselý, nejvyšší státní zástupce
  - Jaroslav Bouček, český herec
- 1952 – Rostislav Švácha, historik a teoretik umění a architektury
- 1955
  - Jan Bártů, moderní pětibojař, olympijský medailista
  - Zdeněk Fink, politik a lékař, primátor města Hradce Králové
- 1959 – Bronislava Müllerová, překladatelka († 23. června 2003)
- 1960 – Zdeněk Zdeněk, jazzový pianista a skladatel
- 1964 – Jiří Borovička, astronom
- 1970 – Petra Neomillnerová, spisovatelka
- 1979 – Václav Skuhravý, hokejista
- 1983 – Jan Štokr, volejbalista
- 1989 – Šárka Cojocarová, modelka

### Svět

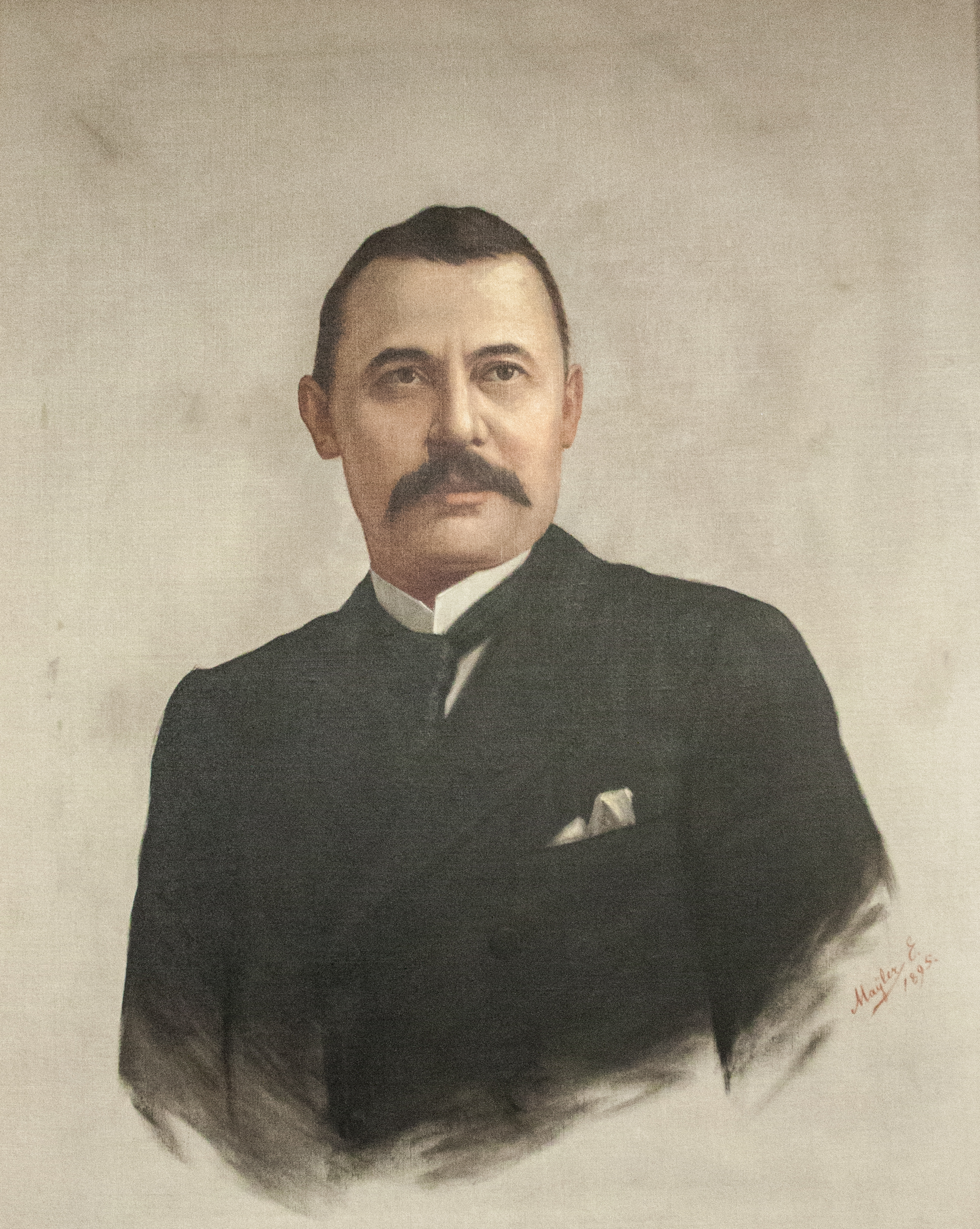
Kálmán Mikszáth (* 1847)

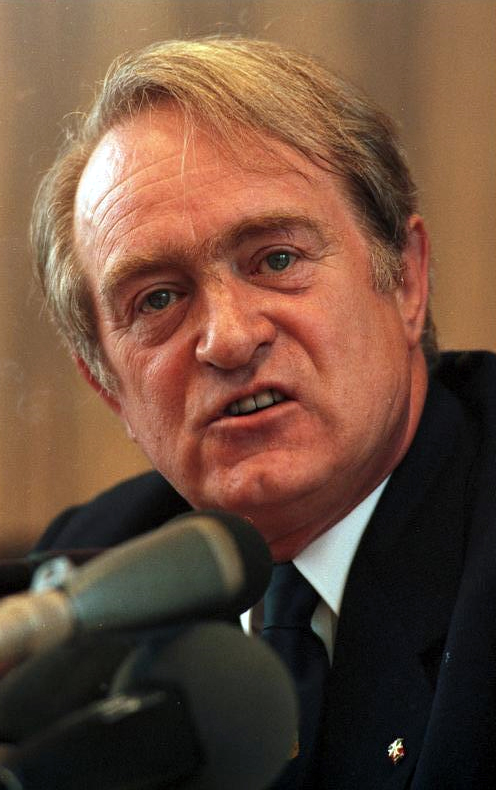
Johannes Rau (* 1931)

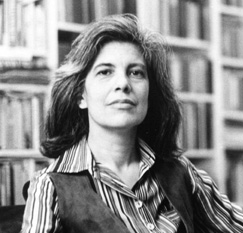
Susan Sontag (* 1933)

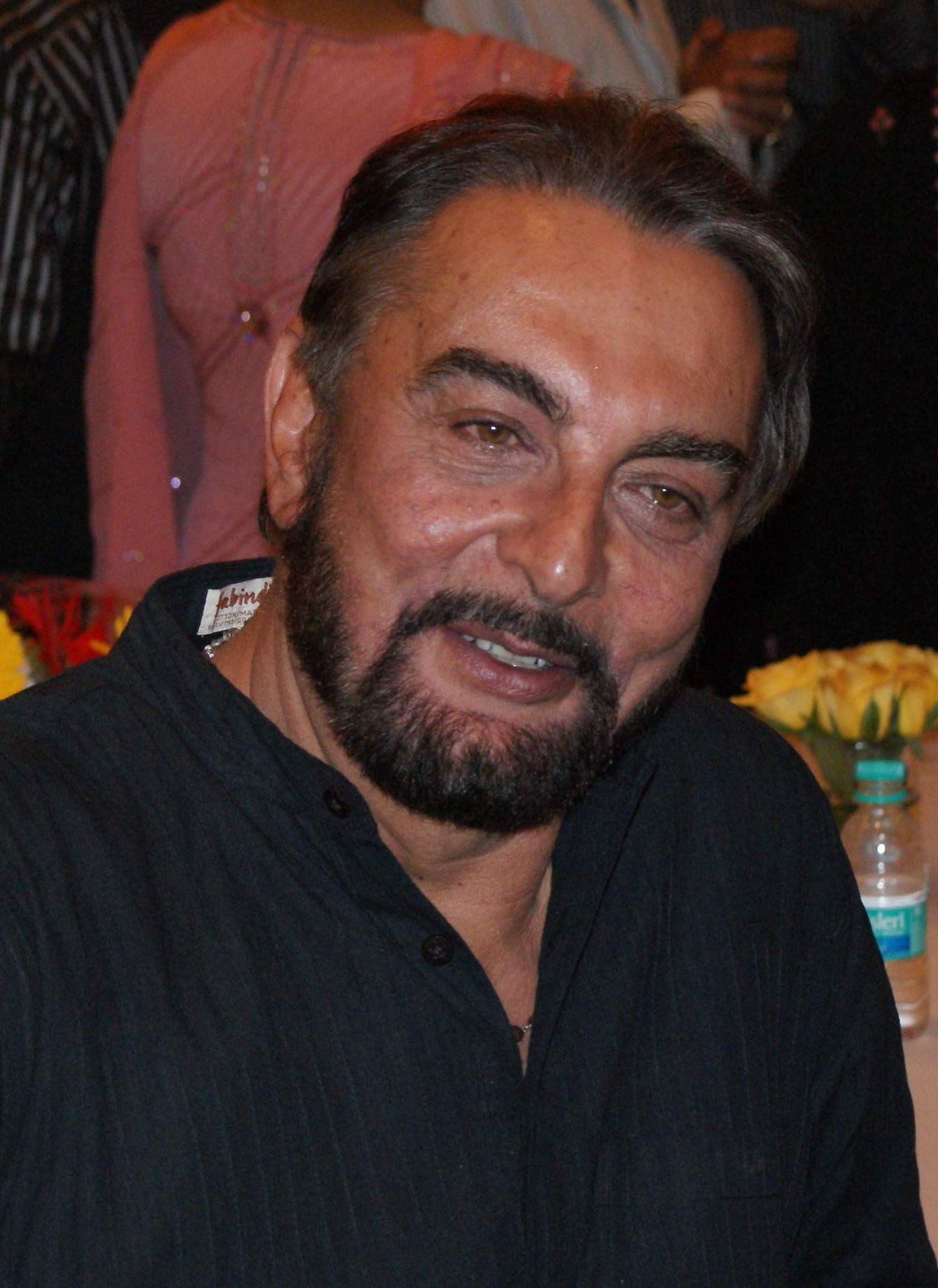
Kabir Bedi (* 1946)

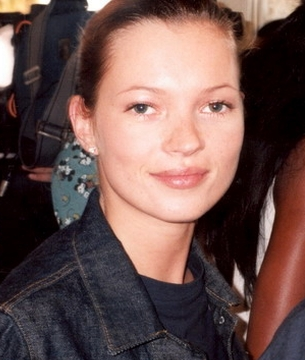
Kate Moss (* 1974)

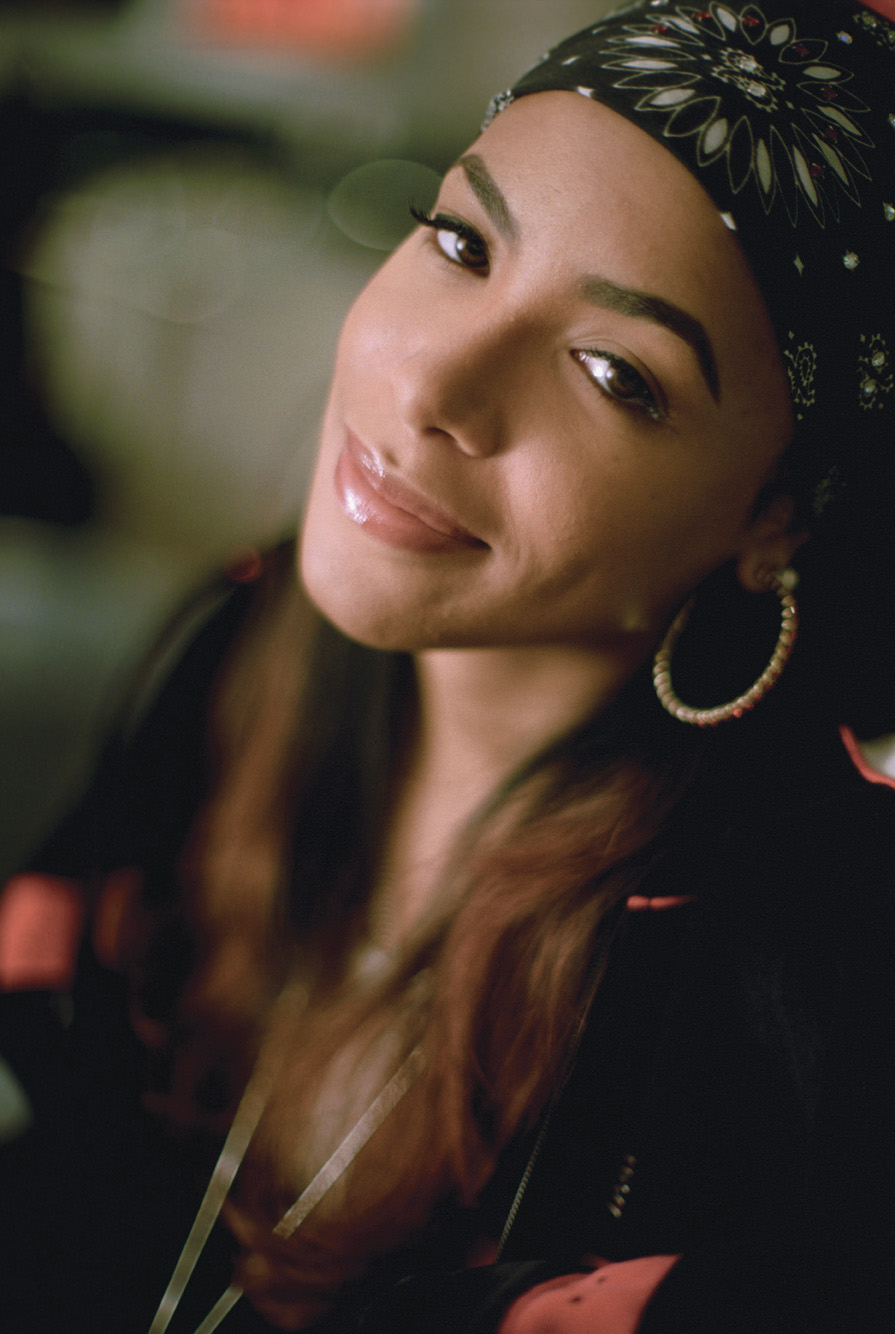
Aaliyah (* 1979)

- 1672 – Francesco Mancini, italský hudební skladatel, († 22. září 1737)
- 1675 – Louis de Rouvroy, vévoda de Saint-Simon, francouzský šlechtic, diplomat a zapisovatel svých Pamětí (* 2. března 1755)
- 1728 – Niccolò Piccinni, italský operní skladatel, († 7. května 1800)
- 1745 – Antonio José Cavanilles, španělský botanik († 5. května 1804)
- 1813 – Georges Darboy, arcibiskup pařížský († 24. května 1871)
- 1821 – John C. Breckinridge, 14. viceprezident USA († 17. května 1875)
- 1826 – Romuald Traugutt, polský generál († 5. srpna 1864)
- 1829 – Włodzimierz Spasowicz, polský literární kritik, novinář a právník († 27. října 1906)
- 1831 – Jovan Ristić, srbský politik († 23. srpna 4. září 1899)
- 1836 – František II. Neapolsko-Sicilský, poslední král Království obojí Sicílie († 27. prosince 1894)
- 1838 – Franz Brentano, německý filozof a psycholog († 17. března 1917)
- 1842 – Wilhelm Emil Fein, německý podnikatel a konstruktér († 6. října 1898)
- 1844 – Franz Neumann, rakouský architekt († 1. února 1905)
- 1846 – Raoul Rigault, francouzský revolucionář, novinář a politik († 24. května 1871)
- 1847
  - Svetozár Hurban-Vajanský, slovenský spisovatel a politik († 17. srpna 1916)
  - Kálmán Mikszáth, maďarský spisovatel, novinář a poslanec († 28. května 1910)
- 1851 – István Burián, ministr zahraničí Rakouska-Uherska († 20. října 1922)
- 1855 – Eleanor Marxová, marxistická spisovatelka, dcera Karla Marxe († 31. března 1898)
- 1857
  - Helena Meklenbursko-Střelická, sasko-altenburská princezna († 28. srpna 1936)
  - Stojan Protić, srbský politik a novinář († 28. října 1923)
- 1872 – Edward Gordon Craig, anglický divadelní teoretik, herec, režisér († 29. července 1966)
- 1875 – Leonor Michaelis, německý biochemik († 8. října 1947)
- 1878 – Şehzade Mehmed Abdülkadir, syn osmanského sultána Abdulhamida II. a korunní princ († 16. března 1944)
- 1880 – Samuel Jones, americký olympijský vítěz ve skoku do výšky († 13. dubna 1954)
- 1884 – Alonzo G. Decker Sr., americký podnikatel a vynálezce († 18. března 1956)
- 1886 – Reinhold Platz, německý letecký konstruktér († 15. září 1966)
- 1891 – Tadeusz Kasprzycki, polský generál († 4. prosince 1978)
- 1901
  - Fulgencio Batista, kubánský politik a diktátor († 6. srpna 1973)
  - Frank Zamboni, americký vynálezce († 27. června 1988)
- 1902 – Eric Liddell, britský atlet a misionář († 21. února 1945)
- 1906 – Erich Kähler, německý matematik († 31. května 2000)
- 1908 – Günther Prien, německý velitel ponorky U 47 († 7. března 1941)
- 1909 – Clement Greenberg, americký teoretik a kritik umění († 7. května 1994)
- 1910
  - Július Lörincz, slovenský malíř a politik († 14. prosince 1980)
  - Walter Schellenberg, šéf nacistické špionážní služby († 31. března 1952)
- 1920
  - Stéphanos II. Ghattas, koptský katolický kardinál († 20. ledna 2009)
  - Elliott Reid, americký herec († 21. června 2013)
- 1924 – Ján Krajčík, slovenský tenista a tenisový trenér († 13. března 2014)
- 1931 – Johannes Rau, německý politik a prezident († 27. ledna 2006)
- 1932
  - Osvald Zahradník, slovenský dramatik († 16. srpna 2017)
  - Dian Fosseyová, americká bioložka († 26. prosince 1985)
- 1933
  - Nat Finkelstein, americký fotograf († 2. října 2009)
  - Susan Sontagová, americká spisovatelka († 28. prosince 2004)
- 1934 – Anton Urban, slovenský fotbalista, reprezentant Československa († 5. března 2021)
- 1935 – Arsenij Semjonov, ruský spisovatel († 8. února 1976)
- 1937
  - Juraj Weincziller, slovenský horolezec, horský vůdce a kameraman († 7. prosince 1995)
  - Francis George, americký kardinál († 17. dubna 2015)
- 1940
  - Reinhart Ahlrichs, německý teoretický chemik († 12. října 2016)
  - Franz Müntefering, německý průmyslový manažer a politik
- 1941 – Ewa Demarczyková, polská zpěvačka († 14. srpna 2020)
- 1942 – Richard Bohringer, francouzský herec senegalského původu
- 1944
  - Jill Tarterová, americká astronomka
  - Dieter Moebius, švýcarský hudebník († 20. července 2015)
- 1946
  - Kabir Bedi, indický herec (Černý korzár, Sandokan)
  - Michael Coats, astronaut, ředitel Johnsonova vesmírného střediska
  - Katia Ricciarelliová, italská operní pěvkyně, sopranistka, herečka
  - Graham Masterton, skotský spisovatel
- 1947 – Thomas Christopher Collins, kanadský kardinál
- 1948
  - John Carpenter, americký filmový režisér, scenárista a skladatel
  - Anatolij Solovjov, ruský kosmonaut
- 1949 – Tony Trischka, americký pětistrunný bendžista
- 1950
  - Debbie Allen, americká herečka, tanečnice a choreografka
  - Bob Kulick, americký kytarista († 28. května 2020)
  - Marius Trésor, francouzský fotbalista
- 1952
  - Fuad II., poslední egyptský a súdánský král
  - Andrej Borisovič Zubov, ruský historik, religionista a politolog
  - Lloyd Blaine Hammond, americký pilot a astronaut
- 1953 – Robert Jay Mathews, vůdce řádu The Order, skupiny amerických bílých nacionalistů († 8. prosince 1984)
- 1954
  - Morten Meldal, dánský chemik, nositel Nobelovy ceny za chemii za rok 2022
  - Wolfgang Schmidt, německý atlet, koulař, diskař
- 1955 – Jerry Michael Linenger, doktor filozofie, medicíny a americký kosmonaut
- 1958
  - Andris Šķēle, premiér Lotyšska
  - Anatolij Bukrejev, kazašský horolezec († 25. prosince 1997)
- 1959 – Sade Adu, britská hudební skladatelka, R&B zpěvačka
- 1963
  - Fatboy Slim, britský hudebník
  - James May, televizní moderátor, novinář a spisovatel
- 1974 – Kate Moss, anglická modelka
- 1976 – Martina Moravcová, slovenská plavkyně
- 1979 – Aaliyah, americká zpěvačka, tanečnice, modelka a herečka († 25. srpna 2001)
- 1980 – Lin-Manuel Miranda, americký hký hudební skladatel, textař, zpěvák a herec
- 1983 –Todd Clever, americký ragbista
- 1984
  - Miroslav Radović, srbský fotbalista
  - Stephan Lichtsteiner, švýcarský fotbalista
- 1988 – Nicklas Bendtner, dánský fotbalista
- 1991 – Matt Duchene, kanadský lední hokejista
- 1993 – Amandine Hesseová, francouzská tenistka
- 1995 – Emiliano Boffelli, argentinský ragbista
- 1996 – Andrew Porter, irský ragbista
- 1997 – Pau Torres, španělský fotbalista

## Úmrtí
Automatický abecedně řazený seznam viz Kategorie:Úmrtí 16. ledna

### Česko

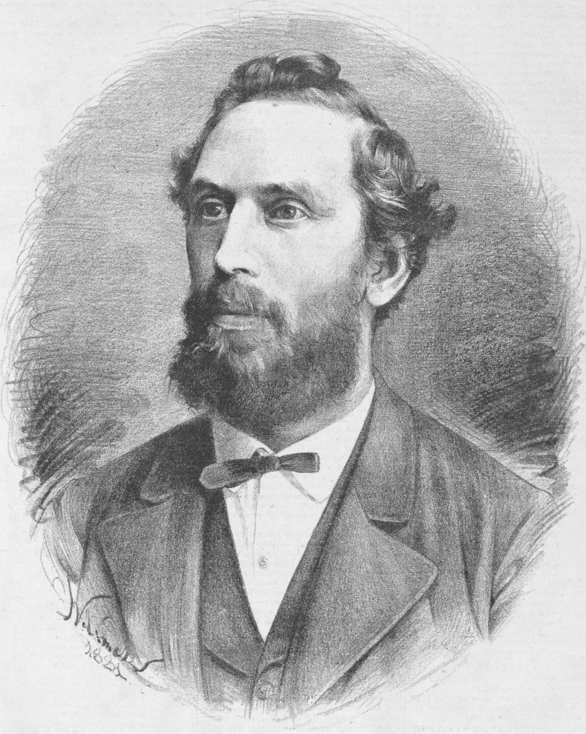
Josef Mocker (* 1899; architekt)

- 1761 – Antonín Jiránek, hudební skladatel (* kolem r. 1712)
- 1775 – Tomáš Norbert Koutník, kantor, varhaník a hudební skladatel (* 19. prosince 1698)
- 1796 – Augustin Šenkýř, hudební skladatel, varhaník, gambista a houlista (* 26. prosince 1736)
- 1817 – Antonín Volánek, varhaník, houslista, dirigent a hudební skladatel (* 1. listopadu 1761)
- 1840 – František Tkadlík, malíř, grafik a pedagog (* 23. listopadu 1786)
- 1851 – Josef Carl Starck, západočeský velkostatkář a podnikatel (* 1792)
- 1892 – Kristian Stefan, pedagog a politik (* 6. prosince 1819)
- 1894 – Karl Panowsky, poslanec Říšské rady a Moravského zemského sněmu a starosta Ivančic (* 4. června 1833)
- 1899 – Josef Mocker, architekt a restaurátor (* 22. listopadu 1835)
- 1904 – Václav František Bambas, filolog a překladatel (* 5. října 1822)
- 1910 – Jaroslav Pospíšil, advokát, odborník na autorské právo (* 27. května 1862)
- 1919 – Antonín Skočdopole, budějovický kanovník a profesor teologie (* 2. prosince 1828)
- 1925 – Arnošt Procházka, literární a výtvarný kritik a překladatel (* 15. listopadu 1869)
- 1941 – František Hnátek, výtvarník a spisovatel (* 6. ledna 1873)
- 1943
  - František Závorka, voják a velitel výsadkové skupiny Antimony (* 18. října 1911)
  - Lubomír Jasínek, voják a příslušník výsadku Antimony (* 14. listopadu 1922)
- 1944
  - Láďa Novák, malíř (* 7. října 1865)
  - Ladislav Haškovec, lékař (* 18. května 1866)
- 1948 – Rudolf Franz Lehnert, fotograf českého původu (* 13. července 1878)
- 1962 – František Koucký, kanovník litoměřické kapituly (* 26. března 1881)
- 1964 – Milan Fijala, československý politik slovenské národnosti (* 16. února 1877)
- 1967 – Marie Majerová, spisovatelka (* 1. února 1882)
- 1977 – František Lýsek, sbormistr a hudební pedagog (* 2. května 1904)
- 1988 – Zdeněk Dvořáček, malíř a grafik (* 24. října 1929)
- 1991 – Jaroslav Kábrt, malíř, keramik a umělecký sklář (* 26. ledna 1929)
- 1994 – Bedřich Havlíček, regionální historik, etnograf a vlastivědný pracovník (* 6. října 1922)
- 2002
  - Ivan Lesný, lékař a spisovatel (* 8. listopadu 1914)
  - Bohumil Pavlok, spisovatel (* 22. listopadu 1922)
- 2003 – Maria Tauberová, operní pěvkyně (* 28. dubna 1911)
- 2004 – Slavomír Bartoň, hokejový reprezentant (* 12. ledna 1926)
- 2005 – Michal Černoušek, psycholog a publicista (* 14. srpna 1945)
- 2006 – Jiří Cieslar, vysokoškolský pedagog, filmový a literární kritik (* 7. února 1951)
- 2012 – Květoslav Chvatík, filozof, estetik a literární teoretik (* 19. ledna 1930)
- 2019 – Jiří Vicherek, botanik (* 28. prosince 1929)
- 2024 – Norbert Lichý, herec a hudebník (* 29. prosince 1964)

### Svět

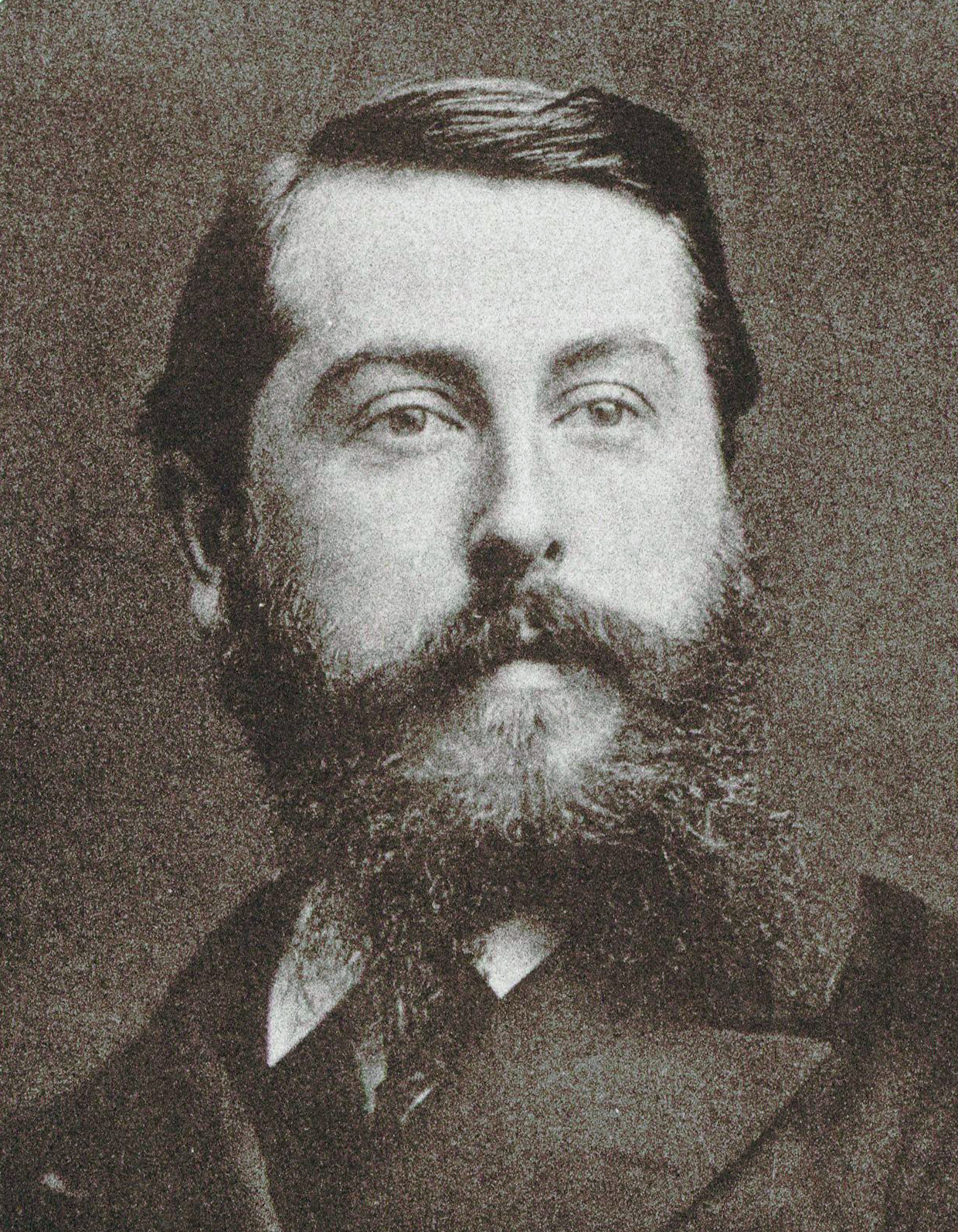
Léo Delibes (* 1891)

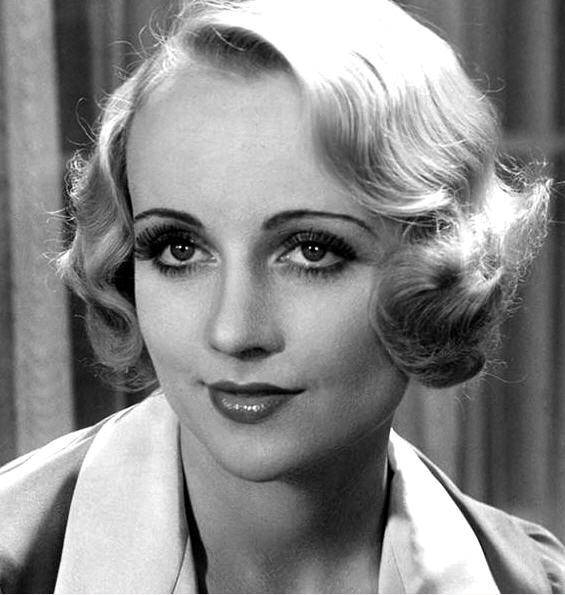
Carole Lombard (* 1942)

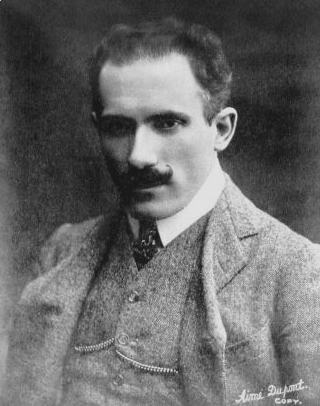
Arturo Toscanini (* 1957)

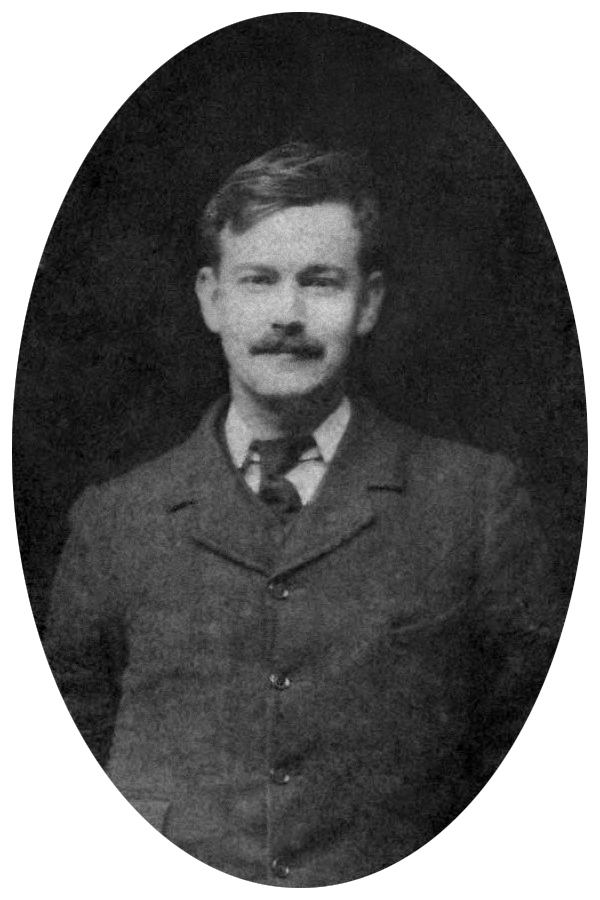
Richard Henry Tawney (* 1962)

- 1263 – Šinran Šónin, japonský buddhistický mnich, zakladatel buddhistické školy Džódo šinšú (21. května 1173)
- 1265 – Alžběta Vratislavská, velkopolská kněžna, dcera Jindřicha II. Pobožného (* 1232)
- 1595 – Murad III., osmanský sultán (* 4. července 1546)
- 1617 – Wolf Dietrich von Raitenau, arcibiskup v Salcburku (* 26. března 1559)
- 1632 – Antoinette de Pons-Ribérac, komtesa de La Roche-Guyon, markýza de Guercheville, dvorní dáma Marie Medicejské, podporovatelka koloniálních projektů Francouzského království (* 1560)
- 1710 – Higašijama, 113. japonský císař (* 21. října 1675)
- 1711 – Joseph Vaz, indický misionář na Srí Lance, katolický světec (* 21. dubna 1651)
- 1793 – Zikmund z Haimhausenu, bavorský právník a podnikatel (* 28. prosince 1708)
- 1794 – Edward Gibbon, britský historik (* 8. května 1737)
- 1799 – Karel Teodor Falcký, falcký kurfiřt a bavorský vévoda (* 11. prosince 1724)
- 1806 – Nicolas Leblanc, francouzský lékař a chemik (* 6. prosince 1742)
- 1809 – John Moore, britský generál (* 13. listopadu 1761)
- 1828 – Johann Samuel Ersch, německý encyklopedista (* 23. června 1766)
- 1842 – Thomas Fearnley, norský malíř (* 27. prosince 1802)
- 1853 – Rainer Josef Habsbursko-Lotrinský, rakouský arcivévoda, syn císaře Leopolda II. (* 30. září 1783)
- 1880 – Charles Nègre, francouzský malíř a fotograf (* 9. května 1820)
- 1885 – Edmond About, francouzský spisovatel (* 14. února 1828)
- 1891 – Léo Delibes, francouzský skladatel (* 21. února 1836)
- 1901
  - Jules Barbier, francouzský spisovatel (* 8. března 1825)
  - Arnold Böcklin, švýcarský malíř (* 16. října 1827)
- 1908 – Eduard Bacher, novinář (* 7. března 1846)
- 1910 – Martial Caillebotte, francouzský fotograf, skladatel a filatelista (* 7. dubna 1853)
- 1912 – Georg Heym, německý básník (* 30. října 1887)
- 1916 – Illarion Voroncov-Daškov, ruský generál a generální guvernér Kavkazu (* 27. května 1837)
- 1926 – Antonín Hlaváček, rakouský malíř (* 7. května 1842)
- 1927 – Leopold Steiner, zemský hejtman Dolních Rakous (* 18. října 1857)
- 1928 – Bernard III. Sasko-Meiningenský, poslední vévoda sasko-meiningenský (* 1. dubna 1851)
- 1933 – René Lorin, francouzský inženýr, vynálezce náporového motoru (* 24. března 1877)
- 1935 – Alice Bourbonsko-Parmská, titulární toskánská velkovévodkyně (* 27. prosince 1849)
- 1936
  - Oskar Barnack, průkopník fotografické techniky (* 1. listopadu 1879)
  - Albert Fish, americký sériový vrah (* 19. května 1870)
- 1942
  - Carole Lombard, americká herečka (* 6. října 1908)
  - Artur Sasko-Koburský, syn britské královny Viktorie (* 1. května 1850)
- 1943 – Jane Avrilová, francouzská tanečnice (* 31. května 1868)
- 1953 – Artur Śliwiński, polský historik, premiér Polska (* 17. srpna 1877)
- 1954 – Michail Michajlovič Prišvin, ruský přírodovědec, etnograf, zeměpisec a spisovatel (* 23. ledna 1873)
- 1957 – Arturo Toscanini, italský dirigent (* 25. března 1867)
- 1959 – Phan Khôi, vietnamský novinář, disident a spisovatel (* 20. srpna 1887)
- 1962
  - Frank Hurley, australský fotograf (* 15. října 1885)
  - Albert William Herre, americký ichtyolog a lichenolog (* 16. září 1868)
  - Ivan Meštrović, chorvatský sochař, architekt a spisovatel (* 15. srpna 1883)
  - Richard Henry Tawney, anglický spisovatel a filosof (* 30. listopadu 1880)
- 1964 – Aharon Cizling, izraelský ministr zemědělství (* 26. února 1901)
- 1967 – Robert Van de Graaff, americký fyzik a vynálezce (* 20. prosince 1901)
- 1983 – Vladimir Bakarić, Národní hrdina Jugoslávie (* 8. března 1912)
- 1991 – Anna Baugová, lotyšská spisovatelka (* 13. března 1905)
- 1992 – Adžán Čá, buddhistický meditační učitel (* 17. června 1918)
- 2000 – Gene Harris, americký klavírista (* 1. září 1933)
- 2001 – Laurent-Désiré Kabila, prezident Konžské demokratické republiky (* 27. listopadu 1939)
- 2003 – Šim'on Garidi, sionistický aktivista a izraelský politik (* 1. prosince 1912)
- 2008 – Elias Zoghby, řeckokatolický arcibiskup, teolog, spisovatel (* 9. ledna 1912)
- 2009
  - John Mortimer, anglický spisovatel (* 21. dubna 1923)
  - Andrew Wyeth, americký malíř (* 12. července 1917)
- 2011 – Stefka Jordanovová, bulharská atletka, běžkyně (* 9. ledna 1947)
- 2012 – Jimmy Castor, americký zpěvák a saxofonista (* 23. června 1940)
- 2013
  - Nic Potter, britský baskytarista (* 18. října 1951)
  - Jevdokija Mekšilo, sovětská běžkyně na lyžích, olympijská vítězka (* 23. března 1931)
- 2014 – Hiró Onoda, nejdéle se skrývající japonský voják (* 19. března 1922)
- 2015 – Mirjam Akavja, izraelská spisovatelka (* 20. listopadu 1927)
- 2017 – Eugene Cernan, americký astronaut s česko-slovenskými kořeny, který byl třikrát ve vesmíru (* 16. března 1934)
- 2018 – Oliver Ivanović, srbsko-kosovský politik (* 1. dubna 1953)
- 2022 – Ibrahim Boubacar Keïta, bývalý malijský prezident (* 29. ledna 1945)
- 2023 – Gina Lollobrigida, italská filmová herečka (* 4. července 1927)

## Svátky

### Česko
- Ctirad, Česlav, Ctirada, Ctislav, Ctislava
- Honor, Honorius
- Ranek, Ranko
- Den památky Jana Palacha

Katolický kalendář
- Svatý Marcellus I., 30. papež katolické církve

## Pranostiky

### Česko
- Na svatého Marcela zima leze do těla.

| 16. leden v pražském KlementinuÚdaje jsou platné k 29. 4. 2025. | 16. leden v pražském KlementinuÚdaje jsou platné k 29. 4. 2025. | 16. leden v pražském KlementinuÚdaje jsou platné k 29. 4. 2025. |
| minimum                                                         | denní průměr                                                    | maximum                                                         |
| --------------------------------------------------------------- | --------------------------------------------------------------- | --------------------------------------------------------------- |
| −24,0 °C (1820)                                                 | −0,8 °C (od 1961)                                               | 12,7 °C (1993)                                                  |